# Sacabambaspis

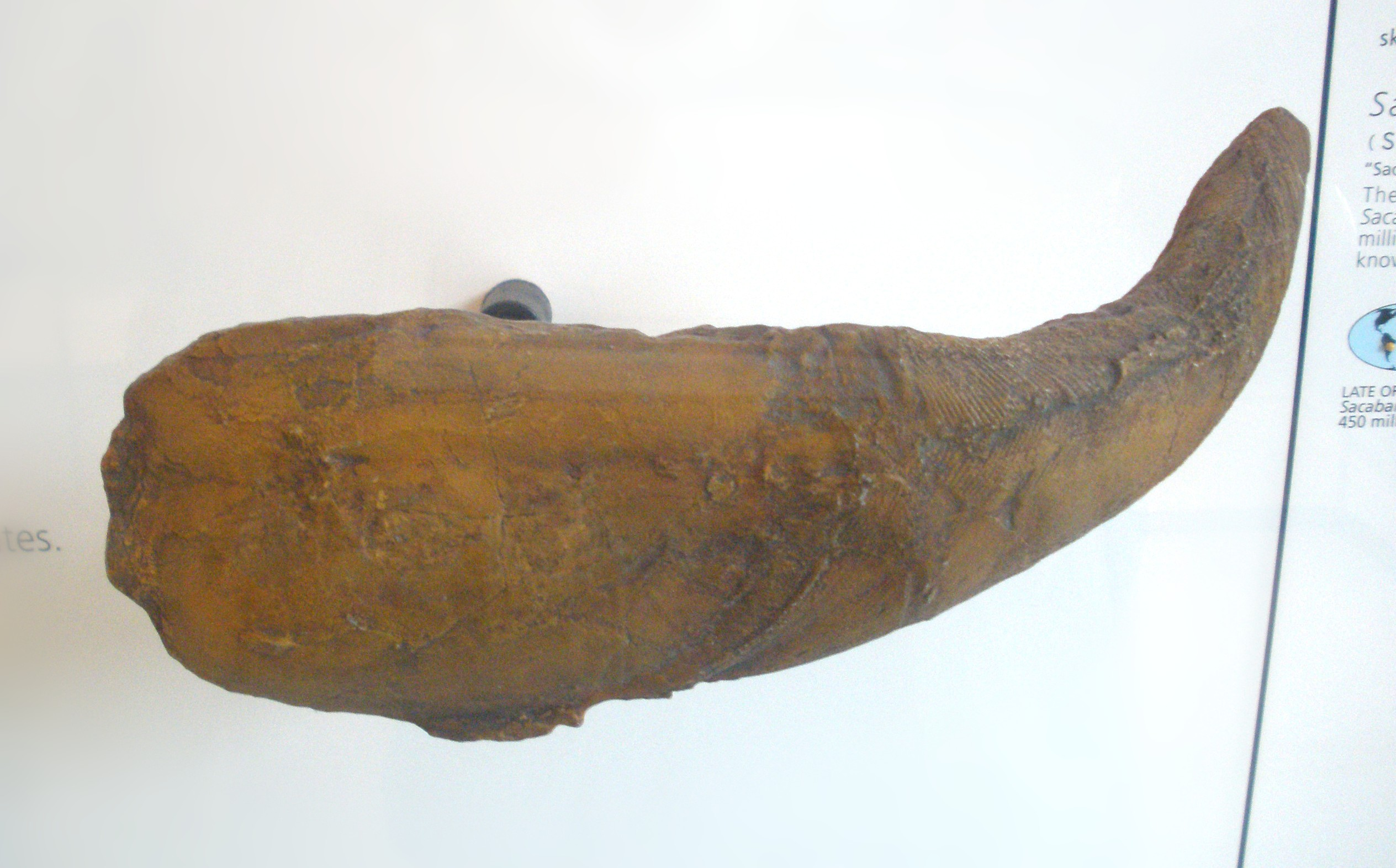
Fósil.

Sacabambaspis es un género extinto de peces agnatos (sin mandíbulas) que vivió en Período Ordovícico Superior. Está relacionado con Astraspis.

## Descripción
Su tamaño era de aproximadamente 30 cm. Su cabeza era ancha, con los ojos muy juntos en la parte delantera. Las partes superior e inferior de la coraza de la cabeza estaban demarcados por unas 20 placas más pequeñas a cada lado, entre las cuales se escondían las agallas. El cuerpo, ahusado, acababa en una única aleta caudal que se extendía más allá de otras dos aletas, dorsal y ventral, y en una extensión del notocordio con una pequeña aleta al final. Al carecer de aletas direccionales, es probable que no fuera un buen nadador.

## Hábitat
Descubierto en 1986, vivió en aguas costeras de un mar poco profundo que se extendía por parte de América del Sur. La posición y la acumulación de los fósiles hallados sugiere que los peces murieron por una súbita corriente de agua dulce que redujo la salinidad del agua por debajo de su nivel de tolerancia.